# Campionato sudamericano di rugby
Il campionato sudamericano di rugby (sp. Campeonato sudamericano de rugby) è il campionato continentale di rugby a 15 del Sudamerica.
Disputato fin dal 1951 - in "adesione", ma al di fuori dal programma ufficiale dei Giochi panamericani - già dalla seconda edizione del 1958 è esistito come torneo autonomo e, fin dalla sua istituzione, è sempre stato dominato dall'Argentina, la quale ha vinto tutti gli incontri in esso disputato e ha vinto tutte le edizioni del torneo eccezion fatta per quella del 1981 (appannaggio dell'Uruguay), alla quale non prese parte.
A parte la citata Argentina, le squadre più titolate del torneo sono, nell'ordine, la stessa Uruguay (la citata vittoria del 1981 più 16 secondi posti e 9 terzi posti) e il Cile (9 piazze d'onore più 14 terzi posti). Sporadiche presenze nel medagliere per il Paraguay (2 terzi posti) e il Brasile (un secondo posto).

## Formula del torneo
Storicamente, il campionato sudamericano di rugby si è sempre disputato con la formula del girone unico con gare di sola andata in una sede predefinita. Il numero di squadre è variato, con tale formula, da 3 a 5. Eccezioni alla regola della sede fissa vi sono state negli anni novanta, quando le gare si sono disputate in vari Paesi. La classifica finale è quella che determina la squadra vincitrice del torneo.
Dall'edizione del 2000 è stato introdotto un meccanismo a divisioni: il “Torneo A”, di 1ª divisione, riservato alle squadre che competono per il titolo finale, e il “Torneo B”, di 2ª divisione, per quelle di seconda fascia. È previsto un sistema di promozione / retrocessione tra le due divisioni. Dal 2004 l'Argentina non schiera più la nazionale maggiore vista l'evidente superiorità.
Nel 2006 il torneo, a causa della concomitante Coppa del Mondo di rugby 2007, corrispose per la prima divisione al turno finale delle qualificazioni sudamericane. Nel 2007-2008 il torneo si svolse a cavallo delle due annate, l'edizione 2008 del Sudamericano “B”, vinto dal Brasile, è tra l'altro parte del sistema di qualificazione alla Coppa del Mondo di rugby 2011.
Dal 2009, la formula del campionato "A" è stata modificata, prevedendo due fasi. Nella prima denominata Coppa Atilio Renzi, si affrontano 4 squadre (Uruguay, Cile, Brasile e Paraguay), successivamente le prime 2 (mantenendo valido il risultato del proprio match) affrontano nel girone finale l'Argentina, ammessa di diritto. Tale formula è stata adottata perché le due squadre inferiori (Brasile e Paraguay) avrebbero offerto una resistenza troppo scarsa contro i Pumas, ma al tempo stesso avrebbero avuto vita troppo facile contro le squadre del torneo "B". In questo modo l'Argentina "A" i cui giocatori sono reduci dal campionato (o dal 2010 dalla Vodacom Cup) possono "sbrigare la pratica" in 3 giorni prima di recarsi in Europa per disputare la IRB Nations Cup.
Dall'edizione del 2012 si ritorna al meccanismo delle due divisioni a girone unico. L'ultima classificata del “Torneo A” incontrerà la vincente del “Torneo B” per decidere chi parteciperà al “Torneo A” dell'anno successivo.
Dal torneo del 2014 è cambiata la formula, il torneo A fu separato in due fasi, il Sudamericano vero e proprio e la CONSUR Cup, che assegna il titolo di campione continentale. La CONSUR Cup si disputa tra il campione uscente, e le prime due della classifica del torneo A dell'anno precedente. Nel 2014 la CONSUR Cup si giocò tra il campione uscente, l'Argentina, la seconda e la terza del  torneo 2013 e non si giocò lo spareggio tra l'ultima del Torneo A e la prima del Torneo B 2013 ma furono ambedue ammesse al Torneo A 2014.
Dal torneo del 2018 cambia nuovamente la formula la divisione maggiore passa a sei squadre, che si chiamerà "Sei nazioni sudamericano",  squadre che sono divise in due conferenze di tre squadre. Ogni squadra disputa tre incontri contro le squadre dell'altra conferenza.
I punti in classifica vengono assegnati con i "bonus alla francese", ossia il bonus offensivo viene assegnato segnando 3 mete più dell'avversario.
Al termine delle tre giornate, la squadra miglior classificata si fregerà del titolo di Campione del Sud-america.

## Albo d'oro

### CONSUR Cup/Sudamérica Rugby Cup
| Anno | Sede       | Campione    | 2ª classificata | 3ª classificata |
| ---- | ---------- | ----------- | --------------- | --------------- |
| 2014 | Varie sedi | Argentina A | Uruguay         | Cile            |
| 2015 | Varie sedi | Argentina A | Uruguay         | Paraguay        |
| 2016 | Varie sedi | Argentina A | Uruguay         | Cile            |
| 2017 | Varie sedi | Argentina A | Uruguay         | Cile            |

### Torneo A
| Anno | Sede                  | Campione      | 2ª classificata | 3ª classificata |
| ---- | --------------------- | ------------- | --------------- | --------------- |
| 1951 | Buenos Aires          | Argentina     | Uruguay         | Cile            |
| 1958 | Santiago del Cile     | Argentina     | Cile            | Uruguay         |
| 1961 | Montevideo            | Argentina     | Cile            | Uruguay         |
| 1964 | San Paolo             | Argentina     | Brasile         | Uruguay         |
| 1967 | Buenos Aires          | Argentina     | Cile            | Uruguay         |
| 1969 | Santiago del Cile     | Argentina     | Cile            | Uruguay         |
| 1971 | Montevideo            | Argentina     | Cile            | Uruguay         |
| 1973 | San Paolo             | Argentina     | Uruguay         | Cile            |
| 1975 | Asunción              | Argentina     | Cile            | Uruguay         |
| 1977 | San Miguel de Tucumán | Argentina     | Uruguay         | Cile            |
| 1979 | Santiago del Cile     | Argentina     | Uruguay         | Cile            |
| 1981 | Montevideo            | Uruguay       | Cile            | Paraguay        |
| 1983 | Buenos Aires          | Argentina     | Uruguay         | Cile            |
| 1985 | Asunción              | Argentina     | Uruguay         | Cile            |
| 1987 | Santiago del Cile     | Argentina     | Uruguay         | Cile            |
| 1989 | Montevideo            | Argentina     | Uruguay         | Cile            |
| 1991 | Varie sedi            | Argentina     | Uruguay         | Cile            |
| 1993 | Varie sedi            | Argentina     | Uruguay         | Paraguay        |
| 1995 | Varie sedi            | Argentina     | Uruguay         | Cile            |
| 1997 | Varie sedi            | Argentina     | Uruguay         | Cile            |
| 1998 | Varie sedi            | Argentina     | Uruguay         | Cile            |
| 2000 | Montevideo            | Argentina     | Uruguay         | Cile            |
| 2001 | Varie sedi            | Argentina     | Uruguay         | Cile            |
| 2002 | Varie sedi            | Argentina     | Uruguay         | Cile            |
| 2003 | Montevideo            | Argentina     | Uruguay         | Cile            |
| 2004 | Santiago del Cile     | Argentina     | Uruguay         | Cile            |
| 2005 | Buenos Aires          | Argentina     | Uruguay         | Cile            |
| 2006 | Varie sedi            | Argentina     | Uruguay         | Cile            |
| 2007 | Varie sedi            | Argentina “A” | Uruguay         | Cile            |
| 2008 | Varie sedi            | Argentina “A” | Uruguay         | Cile            |
| 2009 | Montevideo            | Argentina “A” | Uruguay         | Cile            |
| 2010 | Santiago del Cile     | Argentina “A” | Uruguay         | Cile            |
| 2011 | Puerto Iguazú         | Argentina “A” | Cile            | Uruguay         |
| 2012 | La Reina              | Argentina “A” | Uruguay         | Cile            |
| 2013 | Montevideo            | Argentina “A” | Uruguay         | Cile            |
| 2014 | Varie sedi            | Uruguay       | Paraguay        | Brasile         |
| 2015 | Varie sedi            | Cile          | Uruguay         | Paraguay        |
| 2016 | Varie sedi            | Uruguay       | Cile            | Brasile         |
| 2017 | Varie sedi            | Uruguay       | Cile            | Brasile         |

### Sei nazioni sudamericano
| Anno | Sede       | Campione    | 2ª classificata | 3ª classificata |
| ---- | ---------- | ----------- | --------------- | --------------- |
| 2018 | Varie sedi | Brasile     | Argentina A     | Cile            |
| 2019 | Varie sedi | Argentina A | Uruguay A       | Cile            |

### Torneo B
| Anno | Sede       | Campione  | 2ª classificata | 3ª classificata |
| ---- | ---------- | --------- | --------------- | --------------- |
| 2000 | San Paolo  | Brasile   | Venezuela       | Perù            |
| 2001 | Varie sedi | Brasile   | Venezuela       | Perù            |
| 2002 | Lima       | Brasile   | Perù            | Colombia        |
| 2003 | Bogotà     | Venezuela | Brasile         | Colombia        |
| 2004 | San Paolo  | Paraguay  | Brasile         | Perù            |
| 2005 | Asunción   | Paraguay  | Brasile         | Perù            |
| 2006 | Caracas    | Brasile   | Colombia        | Venezuela       |
| 2007 | Lima       | Brasile   | Perù            | Colombia        |
| 2008 | Asunción   | Brasile   | Paraguay        | Venezuela       |
| 2009 | San José   | Colombia  | Venezuela       | Perù            |
| 2010 | Medellín   | Perù      | Venezuela       | Colombia        |
| 2011 | Lima       | Venezuela | Perù            | Colombia        |
| 2012 | Valencia   | Paraguay  | Colombia        | Venezuela       |
| 2013 | Luque      | Paraguay  | Colombia        | Perù            |
| 2014 | Apartadó   | Colombia  | Venezuela       | Perù            |
| 2015 | Lima       | Colombia  | Perù            | Venezuela       |
| 2016 | Lima       | Colombia  | Venezuela       | Perù            |
| 2017 | Lima       | Colombia  | Perù            | Venezuela       |
| 2018 | La Antigua | Perù      | Guatemala       | Costa Rica      |

### Torneo C
| Anno | Sede                | Campione    | 2ª classificata | 3ª classificata |
| ---- | ------------------- | ----------- | --------------- | --------------- |
| 2012 | Città d. Guatemala  | Costa Rica  | Guatemala       | Ecuador         |
| 2013 | San José            | Ecuador     | Costa Rica      | Guatemala       |
| 2014 | Panama              | El Salvador | Guatemala       | Costa Rica      |
| 2015 | San Salvador        | Guatemala   | Costa Rica      | El Salvador     |
| 2016 | Città del Guatemala | Guatemala   | Costa Rica      | Panama          |
| 2017 | San José            | Costa Rica  | Guatemala       | Nicaragua       |
| 2018 | Tegucigalpa         | Panama      | El Salvador     | Honduras        |